# Filmový rating MPAA
Filmový rating MPAA (nebo klasifikace filmů) je proces zařazení filmu do jedné z pěti základních kategorií definovaných Americkou filmovou asociací (MPAA - Motion Picture Association of America). Kategorie, do níž je film zařazen, vyjadřuje stupeň společenské závadnosti podle toho, zda a v jaké míře dané dílo obsahuje projevy násilí, hrubého jazyka, explicitní zobrazení sexuálních scén apod.
MPAA je velice citlivá na projevy sexuality a filmy obsahující nahotu nebo zobrazující sexualitu jsou hodnoceny přísněji (traduje se, že film Sex ve městě spadl do kategorie R už kvůli svému názvu).[zdroj?] Nicméně američtí filmoví konzumenti jsou na uveřejňování ratingů zvyklí, a tak, přestože je předání filmu ke zhodnocení zcela dobrovolné, producenti jsou k tomuto kroku diváky v podstatě nuceni, jelikož filmy s označením "Not Rated" jsou (zejména americkými rodiči, kteří přímo ovlivňují návštěvnost nejpočetnější divácké skupiny - teenagerů) vnímány spíše negativně, což se může na návštěvnosti (a tedy i zisku) filmu projevit ještě hůře než nepříznivý rating.[zdroj?]

## Rating Board
Filmy jsou hodnoceny Asociací speciálně vytvořenou komisí, tzv. "Rating Board". Počet jejích členů kolísá od 10 do 13. MPAA uvádí, že členem této komise může být kterýkoliv rodič, který je nadán dostatečnou vyzrálostí a "dokáže se vcítit do role běžného amerického rodiče a udělit filmu takový rating, který pomůže americkým rodičům v rozhodování o tom, zda je daný film pro jejich dítě vhodný".
O tom, do jaké kategorie bude film zařazen, rozhoduje komise hlasováním, přičemž pro udělení ratingu je potřeba nadpoloviční většiny hlasů členů komise.
MPAA na svých internetových stránkách uvádí, že 78% rodičů s dětmi mladšími 13 let považuje rating za "velmi užitečný" nebo "poměrně užitečný" při rozhodování o tom, které filmy by jejich děti měly vidět.

## Zohledňované faktory
Při klasifikaci filmů se komise MPAA rozhoduje podle toho, v jaké míře film obsahuje:
- explicitní projevy sexuality
- nevhodné motivy
- nahotu
- projevy násilí
- hrubý, vulgární nebo urážlivý jazyk
- konzumace drog
- projevy deviací

## G
(General Audiences)

Rating G

Rating G, přezdívaný "dětský", zaručuje, že film neobsahuje žádné projevy výše zmíněného. Pro získání tohoto hodnocení musí být film zcela nezávadný a nevinný. Je obzvláště obtížné tento rating obdržet, takže dokonce ani některé animované filmy určené pro dětské publikum (např. Kung-Fu Panda) nebyly schopné ratingu dosáhnout (např. pro akční, resp. násilné scény).

### Filmy hodnocené G
- VALL-I [2]

## PG
(Parental Guidance Suggested)

Rating PG

Rating PG jako takový byl založen v roce 1970, předchůdci byli rating M v roce 1968 a rating GP v roce 1969. PG-rating upozorňuje rodiče, aby zvážili, zda své děti nechají film zhlédnout. Rodičům se navrhuje, aby své mladší děti na film hodnocený PG doprovázeli, podle komise mohou být některé scény v těchto filmech nevhodné pro děti. Tyto filmy zároveň nesmí žádným způsobem zobrazovat konzumaci drog.
Filmy v této kategorii mohou obsahovat:
- mírné projevy násilí
- rouhání
- nevýrazné zobrazení nahoty

### Filmy hodnocené PG
- Shrek Třetí [3]

## PG-13
(Parents Strongly Cautioned)

Rating PG-13

Rating PG-13 byl založen v roce 1990. Kategorie filmů PG-13 je nejobsáhlejší, jelikož se zároveň jedná o nejvyšší možné hodnocení, které mohou producenti pro film obdržet, aniž by se to výrazně podepsalo na zisku.
Klasifikací PG-13 MPAA rodičům důrazně doporučuje, aby své děti mladší 12 let na film doprovázeli.
Takto ohodnocený film smí obsahovat více projevů nevhodných motivů, násilí, nahoty, hrubého jazyka. Zároveň jakékoliv zobrazení užívání drog vede k udělení nejméně tohoto ratingu, nicméně běžně je takový film zařazen ještě o kategorii výše. Nahota v těchto snímcích nesmí být sexuálního charakteru.
Zajímavostí může být požadavek na zařazení filmu do této kategorie, pokud obsahuje byť jen jediné slovo týkající se sexuality.

### Filmy hodnocené PG-13
- Spider-Man 3 [4]

## R
(Restricted)

Rating R

Na film s ratingem R smí mládež do 17 let pouze v doprovodu dospělé osoby.
Filmy s hodnocením R mohou obsahovat hrubý jazyk, výrazně násilné scény, nahotu spojenou se sexualitou nebo užívání drog.
Tak, jako použití jednoho sexuálně zabarveného výrazu předurčuje film nejméně k ratingu PG-13, více takových slov ve filmu automaticky posouvá film do kategorie R.

### Filmy hodnocené R
- Americké psycho [5]
- Oppenheimer

## NC-17
(No one 17 and under admitted)

Rating NC-17

Předchůdce ratingu NC-17 je rating X, který je zároveň nejslavnějším, díky udělování hlavně pornografickým filmům. Vznikl v roce 1990, stejně jako PG-13. Udělení ratingu NC-17 oznamuje, že film obsahuje velmi výrazné projevy sexuality, násilí, hrubé mluvy, nahoty apod. Rating NC-17 zároveň znamená, že film nesmí navštěvovat mládež do 17 let.

### Filmy hodnocené NC-17
- Crash (1996)

## Lukrativnost ratingů
Filmoví tvůrci (zejména producenti) jsou často nuceni film upravovat, aby obdržel méně přísné hodnocení. Většinu návštěvníků amerických kin totiž tvoří teenageři, tedy má-li být snímek významně komerčně úspěšný, může obdržet nejvýše hodnocení PG-13. Právě u filmů hodnocených R proto často producenti tlačí na režiséra, aby nevhodné scény vystřihl a film klesl právě na PG-13. Tento jeden stupeň rozdílu v hodnocení totiž často znamená desítky milionů dolarů, které mohou být producentovi ziskem nebo ztrátou.

## Rating trailerů
Samozřejmě ani filmové trailery neujdou hodnocení MPAA, a to podle stejných kritérií jako filmy. V tomto případě je trailer označen nejen logem příslušného ratingu, ale i upozorněním a specifickým podbarvením úvodní sekvence. To deklaruje, před kterými filmy smí být trailer promítán.
- Zelená barva (approved for all audiences) - nezáleží na hodnocení filmu.
- Žlutá barva (approved for mature audiences) - smí být promítán pouze před filmy hodnocenými PG-13, R a NC-17
- Červená barva (approved for mature audiences) - pouze před filmy hodnocenými R a NC-17